# Tone Høverstad
Tone Høverstad Gundersen (Oslo, 1944 - Barcelona, 14 d’abril de 1999) va ser una dissenyadora gràfica noruega afincada a Barcelona.
Estudià Ciències Econòmiques a la Universitat d’Oslo. L’any 1965 es traslladà a Barcelona, on va estudiar Disseny Gràfic a l'escola Eina, entre 1967 i 1970. L’any 1971, juntament amb Loni Geest, va obrir a Sarrià Estudio gráfico Loni Geest & Tone Høverstad, dedicat a treballar en diversos àmbits el disseny. Així, per exemple, l'empresa col·laborà en les revistes Barcelona Metròpolis Mediterrània, Nous Horitzons, Cuadernos de Arquitectura (del Col·legi d’Arquitectes), Quaderns. Revista de traducció (per a la Universitat de Bellaterra) i les Guies del ciutadà de l’Ajuntament de Barcelona. Treballà també per a les editorials Edicions 62 –en el disseny de la col·lecció Els Llibres de l’Escorpí (del número 37 al 68), Península –per a les seves col·leccions Textos Cardinales, Ideas i Narrativas-, Enciclopèdia Catalana, editorial Martínez Roca, Plaza & Janés o Flor del Viento. El seu estudi també és autor de les identitats corporatives d’empreses com ara Barcelonina de Vins, la Mercantil Peixatera o Caves de Mas Romaní, i treballà per a institucions com la Generalitat, ajuntaments i universitats.
Amb el seu estil elegant i depurat, funcional, i alhora viu i dinàmic, ha rebut diversos premis, entre els quals el Premi Selecció Laus ADG-FAD de 1997. La seva obra ha estat present en l’exposició antològica 25 anys de Disseny Gràfic a l’Escola Tècnica Superior d’Arquitectura de Barcelona, que se celebrà al 1993.
Entre 1972 i 1981 Tone Høverstad ha estat també professora de l’escola Eina, a càrrec del curs de Disseny Gràfic.
Va ser una de les dissenyadores presents a l'exposició Som aquí. Les dones en el disseny 1900-avui, organitzada el 2023 pel Museu del Disseny de Barcelona, que recuperava les dissenyadores pioneres dels anys 1960, 1970 i 1980 a Catalunya.